# Knoxville (Pennsilvània)
Knoxville és una població dels Estats Units a l'estat de Pennsilvània. Segons el cens del 2000 tenia 617 habitants.

## Demografia
Segons el cens del 2000, Knoxville tenia 617 habitants, 242 habitatges, i 166 famílies. La densitat de població era de 517,9 habitants/km².
Dels 242 habitatges en un 28,9% hi vivien nens de menys de 18 anys, en un 52,5% hi vivien parelles casades, en un 10,7% dones solteres, i en un 31% no eren unitats familiars. En el 26% dels habitatges hi vivien persones soles el 12,4% de les quals corresponia a persones de 65 anys o més que vivien soles. El nombre mitjà de persones vivint en cada habitatge era de 2,55 i el nombre mitjà de persones que vivien en cada família era de 3.
Per edats la població es repartia de la següent manera: un 25,6% tenia menys de 18 anys, un 9,2% entre 18 i 24, un 24,3% entre 25 i 44, un 21,9% de 45 a 60 i un 19% 65 anys o més.
L'edat mediana era de 36 anys. Per cada 100 dones de 18 o més anys hi havia 92,1 homes.
La renda mediana per habitatge era de 30.000 $ i la renda mediana per família de 37.188 $. Els homes tenien una renda mediana de 29.196 $ mentre que les dones 19.375 $. La renda per capita de la població era de 15.605 $. Entorn del 5,6% de les famílies i el 8,9% de la població estaven per davall del llindar de pobresa.

## Poblacions més properes
El següent diagrama mostra les poblacions més properes.